# 已知明文攻击
密码分析中，已知明文攻击（Known plaintext attack）是一种攻击模式，指攻击者掌握了某段明文 x 和对应密文 y。
在所有密码分析中，均假设攻击者知道正在使用的密码体制，该假设称为科克霍夫假設。而已知明文攻击也假设攻击者能够获取部分明文和相应密文，如截取信息前段，通过该类型攻击获取加密方式，从而便于破解后段密文。
希尔密码依赖唯密文攻击较难破解，而通过已知明文攻击则容易攻破。